# Bengala orientale ed Assam
La provincia del Bengala orientale ed Assam (in inglese: Eastern Bengal and Assam) era una agenzia dell'India britannica. La sede della capitale locale era posta a Dacca. Copriva l'area degli attuali Bangladesh, India nordorientale e Bengala nordoccidentale.

## Storia

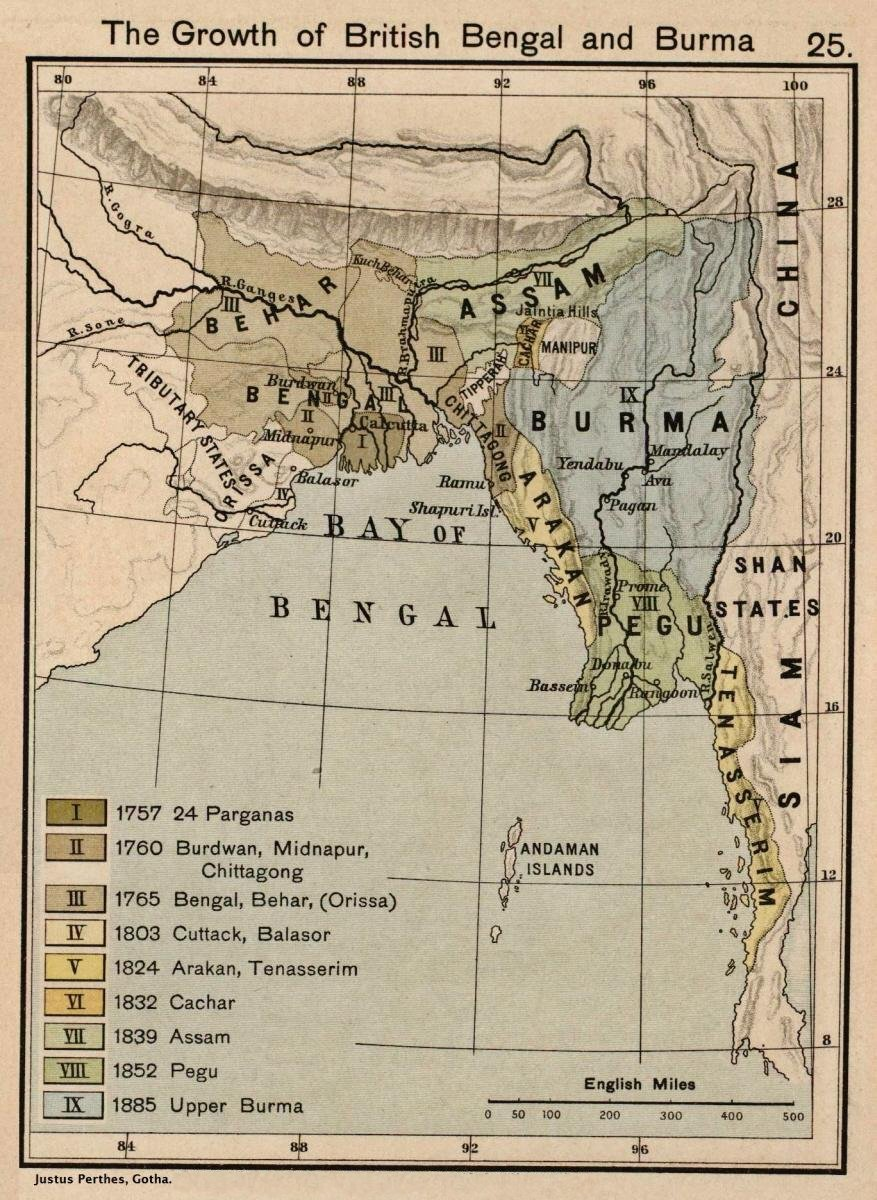
La Compagnia britannica delle Indie orientali annesse il Bengala nel 1765 e l'Assam nel 1838

Già prima del 1868 gli amministratori inglesi videro la necessità di un'amministrazione indipendente nella porzione orientale della Presidenza del Bengala. Fort William a Calcutta, la capitale dell'India britannica, era infatti eccessivamente caricata di responsabilità politiche. Dal 1903 il governo coloniale indiano puntò sulla necessità di dividere il Bengala e creare delle prospettive per l'espansione coloniale in Assam. Gli inglesi promisero di incrementare gli investimenti nell'educazione locale e di aumentare il lavoro nella nuova provincia, che si sarebbe chiamata Bengala orientale ed Assam.

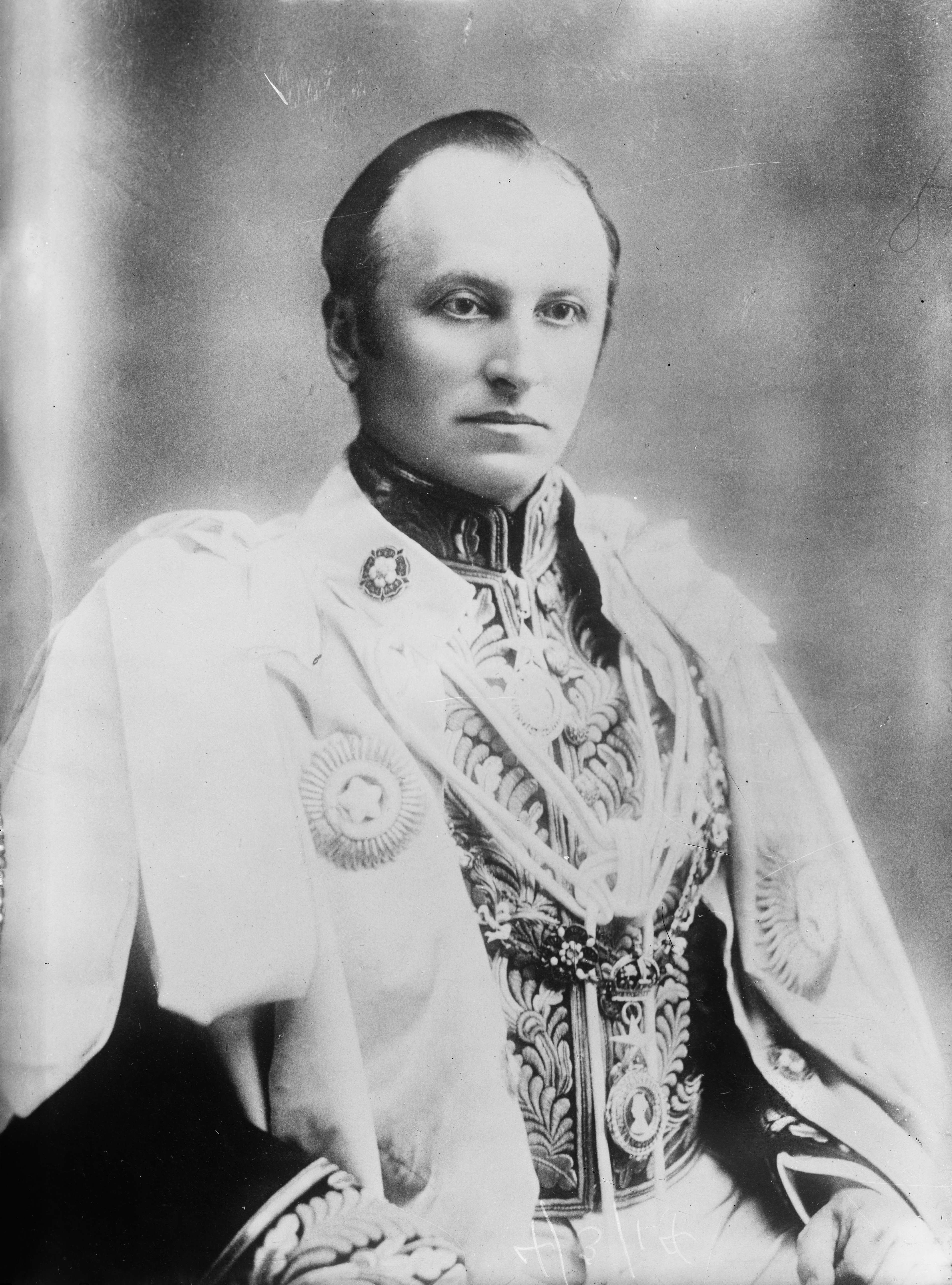
Lord Curzon iniziò la creazione del Bengala orientale ed Assam

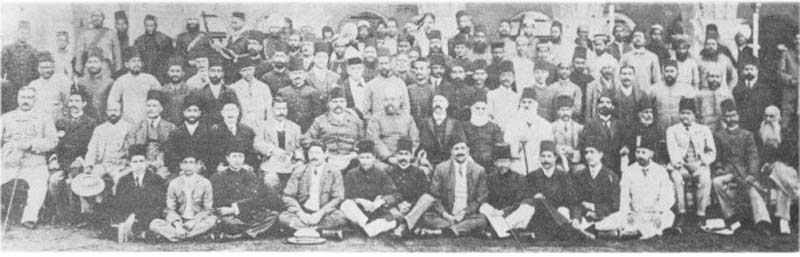
La conferenza di fondazione del partito All India Muslim League a Dacca, 1906

Lord Curzon, viceré d'India, propose la spartizione del Bengala e la mise in pratica dal 16 ottobre 1905. Dacca, l'ex capitale moghul del Bengala, mantenne il proprio status come sede governativa. Sir Bampfylde Fuller fu il primo luogotenente governatore della provincia. Questi, in carica per un anno, si dimise nel 1906 dopo alcuni disaccordi con Lord Minto e pressioni dal parlamento inglese. Venne succeduto da Sir Lancelot Hare (1906-1911), che a sua volta venne succeduto da Sir Charles Stuart Bayley (1911-1912).
La spartizione del Bengala portò a delle controversie tra la linea dura degli indù nazionalisti, che videro tale tentativo come un "divide et impera" operato dagli inglesi sul Bengala. La classe mercantile di Calcutta temeva anch'essa di perdere la propria influenza economica nella regione. Nel 1906, la All India Muslim League venne costituita proprio a Dacca, durante la All India Muhammadan Educational Conference, come risposta al crescente nazionalismo indù. Questo portò alla creazione dell'All India Hindu Mahasabha. Al Delhi Durbar del 1911, re Giorgio V annunciò che il governo inglese aveva deciso di annullare la spartizione avvenuta in precedenza. La mossa del governo coloniale venne vista come un piegarsi alla linea dura espressa dalle forze locali. Il Bengala orientale venne riunito ai distretti del Bengala occidentale ed Assam e divenne una provincia a sé stante con un proprio commissario capo.

## Geografia
La regione era delimitata a nord dal Tibet e dal regno del Bhutan, dalla Birmania britannica ad est e dalla baia del Bengala a sud. All'interno dei suoi confini si trovavano anche gli stati principeschi di Hill Tippera, Cooch Behar e Manipur.

## Amministrazione

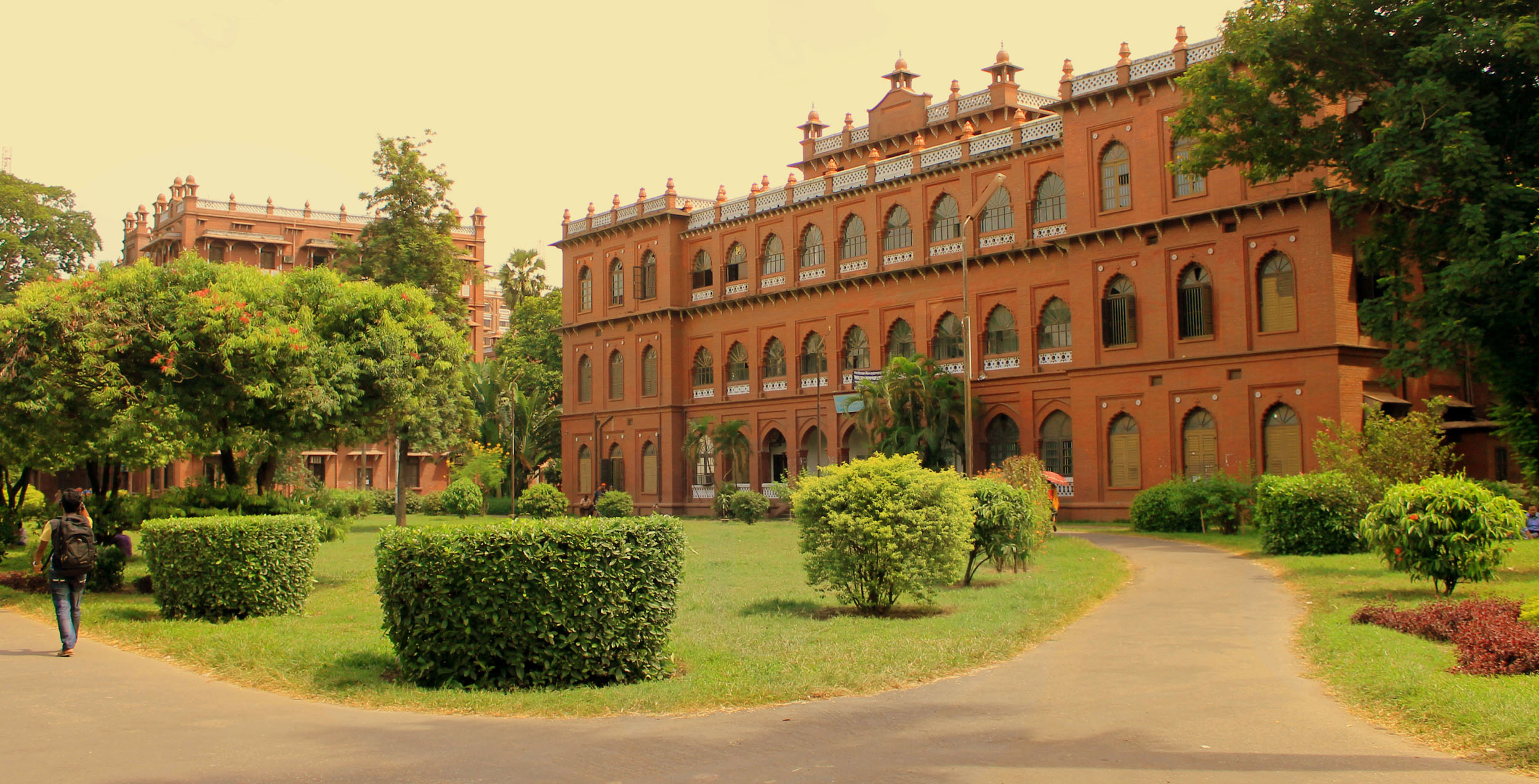
Un esempio di architettura europeo-moghul introdotta a Dacca dopo la prima partizione del Bengala

Il viceré rappresentava il monarca britannico e il luogotenente governatore era il suo amministratore locale nel Bengala orientale ed Assam. Dacca era la capitale provinciale, dove avevano sede sia il Consiglio Legislativo sia l'Alta Corte di giustizia. Cinque commissari agivano localmente alle dipendenze del luogotenente governatore.
Il Consiglio Legislativo era composto da 40 membri, di cui quelli eletti provenivano dalle municipalità, dai distretti di confine, dagli elettori musulmani, dai proprietari terrieri, dalle industrie del tè e della iuta, nonché dal porto di Chittagong.
Shillong era la capitale estiva del Bengala orientale ed Assam.
Vi erano quattro divisioni amministrative nella provincia, incluse la divisione della valle di Assam, la divisione di Chittagong, la divisione di Dacca, la divisione di Rajshahi e la divisione delle colline e della valle di Surma. Vi erano in totale 30 distretti, tra cui Dacca, Mymensingh, Faridpur, Backergunje, Tippera, Noakhali, Chittagong, il Chittagong Hill Tracts, Rajshahi, Dinajpur, Jalpaiguri, Rangpur, Bogra, Pabna, Malda, Goalpara, Kamrup, Darrang, Nowgong, Sibsagar, Lakhimpur, Sylhet, Cachar, le Garo Hills, le Khasi and Jaintia Hills, le Naga Hills e le Lushai Hills.

## Demografia
La popolazione del Bengala orientale ed Assam era di 30.961.459 abitanti nel 1901. I distretti densamente popolati del Bengala orientale erano sede di antichi gruppi etnici indo-ariani, tra cui i bengali (27.272.895) e gli assamesi (1.349.784). I distretti collinari erano sede di popolazioni di tibeto-birmani, con gruppi di chakma, mizo, Nāga, garo e bodo. Vi erano 18.036.688 musulmani e 12.036.538 indù. Erano pure presenti minoranze buddiste, cristiane e animiste.

## Economia

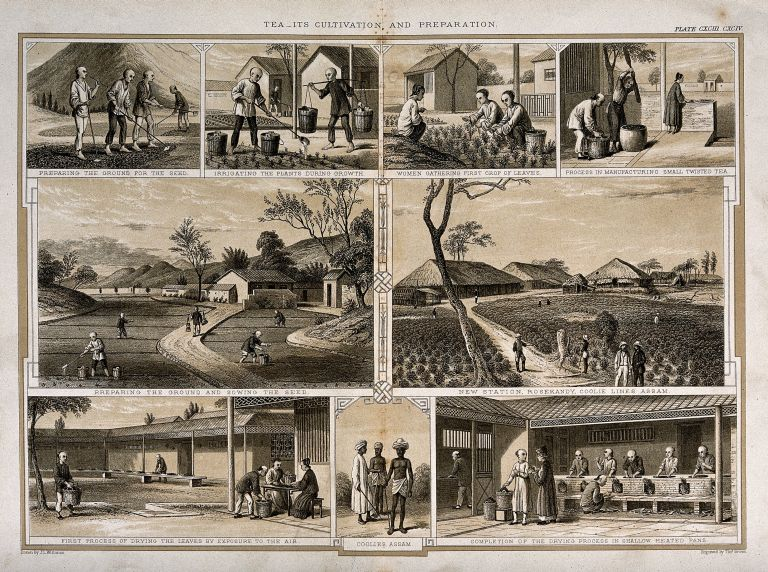
Illustrazione delle coltivazioni di tè nel Bengala orientale ed Assam

Il Bengala orientale ed Assam possedeva una delle terre più fertili dell'Impero britannico. Il delta del Bengala orientale era considerato il "paniere del riso" del subcontinente indiano. Esso solo inoltre produceva l'80% della iuta presente nel mondo e ne dominava il commercio internazionale. Le valli dell'Assam e dello Sylhet erano sede di vaste piantagioni di tè e divennero famose per la produzione del tè Assam, di alta qualità. La provincia era inoltre centro di una fiorente industria petrolifera per le risorse naturali ivi presenti. Il porto di Chittagong era collegata al commercio internazionale ed era connesso all'entroterra dalla Assam Bengal Railway. La costruzione di navi era la principale attività della costa del Bengala.

## Trasporti

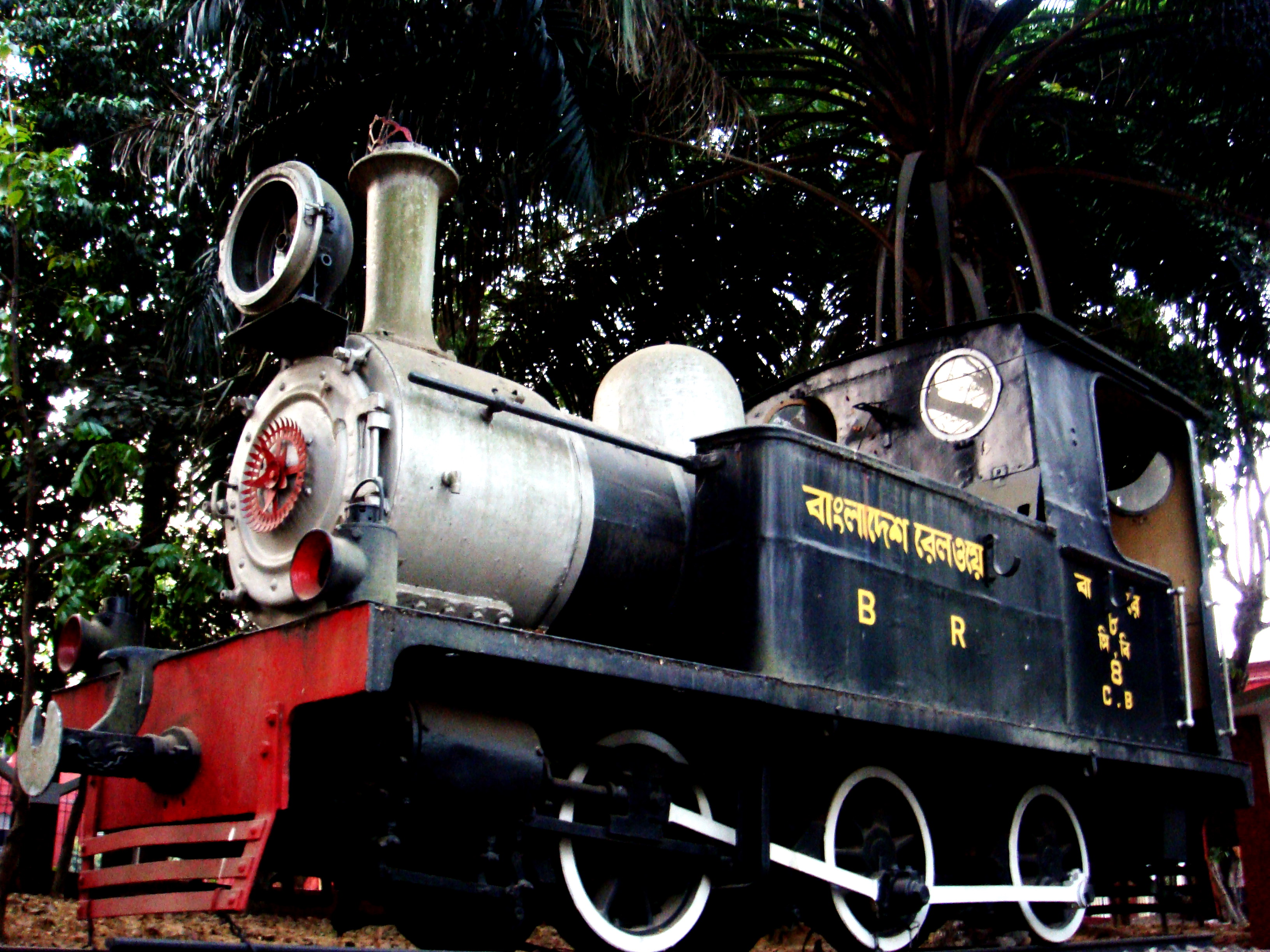
Una locomotiva del XIX secolo conservata a Chittagong, presso il Central Railway Building

LE due principali linee ferroviarie del Bengala orientale ed Assam erano la Eastern Bengal Railway e la Assam Bengal Railway. La città portuale di Chittagong era il capolinea dal momento che le linee di ferrovia avevano il compito di collegare l'interno della regione con il mare. Le ferrovie erano inoltre vitali per l'esportazione di tè, iuta e petrolio.
Rapidamente si diffusero collegamenti ferroviari con Chittagong, Dhaka, Bogra, Dinajpur, Rangpur, Jalpaiguri, Maldah e Rajshahi, migliorando ancor più il commercio nell'area.

## Militaria
L'esercito imperiale indiano aveva dei quartier generali a Dacca, Chittagong, Shillong, Comilla e Gauhati. Gli Assam Rifles erano di guardia alla frontiera orientale della provincia, mentre i Gurkha regiments e la Bengal Military Police controllavano il confine nord.

## Educazione
Seppur nel breve tempo della sua esistenza, il Provincial Education Department promosse una significativa espansione e miglioramento dell'educazione locale. Tra le discipline insegnate vi erano persiano, sanscrito, matematica, storia ed algebra, facendo incrementare il numero di studenti del 20% in pochi anni. Venne istituita anche la commissione per la creazione dell'Università di Dacca, che venne poi fondata nel 1921, divenendo nota col soprannome di Oxford dell'est.